# Lee I. Levine
Lee I. Levine é um rabino israelense de origem americana, arqueólogo e historiador do judaísmo clássico. Ele acredita firmemente na capacidade do povo judeu e do judaísmo de se adaptar aos locais como uma chave para a sobrevivência. Ele é o autor do Judaism and Hellenism in Antiquity and The Ancient Synagogue, um dos textos mais abrangentes sobre o assunto.
Levine é professor de história e arqueologia judaica na Universidade Hebraica de Jerusalém. Ele recebeu diplomas no Seminário Teológico Judaico da América (JTS), onde foi ordenado como rabino conservador e na Universidade de Columbia. Ele era aluno de Gerson Cohen. Em 1961, Levine se casou com Mira Karp, a quem conheceu em Camp Ramah. Levine também lecionou na Universidade de Yale e no Seminário de Estudos Judaicos em Jerusalém. Ele dirigiu várias escavações arqueológicas, entre as quais uma cesariana e a escavação da sinagoga Hurvat Amudim. 

## Trabalho publicado
- The Ancient Synagogue: The First Thousand Years, Second Edition, Yale University Press, 2005
- Jerusalem: Portrait of the City in the Second Temple Period (538 B.C.E.-70 C.E.), Jewish Publication Society of America, 2003
- Judaism and Hellenism in Antiquity: Conflict or Confluence?, Hendrickson Publishers, 1999
- Rabbinic Class of Roman Palestine in Late Antiquity, Jewish Theological Seminary of America, 1990